# Institut des hautes études de Défense nationale
A párizsi Institut des hautes études de Défense nationale (IHEDN) a védelmi kutatással, oktatással, valamint a tudás és a tudatosság előmozdításával foglalkozó francia állami felsőoktatási intézmény, amelyet 1936-ban Raoul Castex admirális alapított. Eredetileg a Collège des hautes études de défense nationale volt, és 1948-ban nevezték át intézetre. Az eredeti nemzeti képzésekhez regionális (1954), nemzetközi (1980), gazdasági információs ciklusok (1995) és egyéb speciális szemináriumok is csatlakoztak. 1997-ben az Intézet a miniszterelnök fennhatósága alá tartozó közigazgatási szerv lett.

## Híres diplomások
- François Nicoullaud, francia karrierdiplomata, politikai elemző, nukleáris szakértő, korábbi magyarországi nagykövet